# The Art of Chris Farlowe
 (juin 2016).
Si vous disposez d'ouvrages ou d'articles de référence ou si vous connaissez des sites web de qualité traitant du thème abordé ici, merci de compléter l'article en donnant les références utiles à sa vérifiabilité et en les liant à la section « Notes et références ».
Albums de Chris Farlowe
14 Things to Think About
(Juin 1966)
The Art of Chris Farlowe est le troisième album du chanteur britannique Chris Farlowe avec son groupe The Thunderbirds, mais crédité seulement sous le nom de l'artiste et sorti en 1966.

## L'album
Publié en 1966 sur le label Immediate Records l'album est produit par Andrew Loog Oldham et Mick Jagger qui a écrit, avec Keith Richards, quatre des quatorze chansons de l'album, il a été réédité en 1992 avec onze titres en bonus. L'album est classé à sa sortie à la 37e place des ventes d'albums au Royaume-Uni. Le groupe est composé de musiciens qui allaient laisser leur marque dans l'histoire, comme le guitariste Albert Lee que l'on retrouvera plus tard avec Heads Hands & Feet, Emmylou Harris et Bill Wyman's Rhythm Kings, le claviériste Pete Solley, qui a d'abord joué avec Arthur Brown et qui par la suite a formé le groupe progressif Paladin avant de rejoindre Whitesnake. Le batteur Carl Palmer qui, après cette expérience avec The Thunderbirds, joindra les rangs du Crazy World of Arthur Brown puis ira fonder le trio Atomic Rooster avec le claviériste Vincent Crane, avant de le quitter pour former Emerson, Lake & Palmer. Jimmy Page a aussi participé en jouant la guitare sur la pièce Paint it Black. Le batteur Andy White qui joue sur une des chansons de l'album, Out of Time, est aussi connu pour avoir joué sur le premier single des Beatles, Love Me Do en 1963. En plus de la production, Mick Jagger a participé aux chœurs.
Les chansons écrites par Mick Jagger et Keith Richards sont, dans l'ordre, Paint it Black, Out of Time, I'm Free et Ride on, Baby. On retrouve aussi le succès de Jerry Butler et Otis Redding, I've Been Loving You Too Long ainsi que le classique des auteurs-compositeurs Holland-Dozier-Holland, Reach Out I'll Be There.

## Titres
Face A
1. What Becomes of the Broken Hearted (James Dean, Paul Riser, William Weatherspoon) - 2:40
2. We're Doing Fine (Horace Ott) - 2:38
3. Life is But Nothing (Andrew Rose, Dave Skinner) - 4:06
4. Paint It, Black (Mick Jagger, Keith Richards) - 3:01
5. Cuttin' In (Johnny Watson) - 2:59
6. Open the Door to Your Heart (Darrell Banks) - 2:34
7. Out of Time (Mick Jagger, Keith Richards) - 3:13

Face B
1. North South East West (Chris Farlowe) - 3:54
2. You're So Good For Me (William Bell, Andrew Loog Oldham, Rose, Skinner) - 2:15
3. It Was Easier to Hurt Her (Jerry Ragovoy, Bert Russell) - 3:45
4. I'm Free (Mick Jagger, Keith Richards) - 2:23
5. I've Been Loving You Too Long (Jerry Butler, Otis Redding) - 3:00
6. Reach Out (I'll Be There) (Lamont Dozier, Eddie Holland) - 3:15
7. Ride On, Baby (Mick Jagger, Keith Richards) - 2:55

Titres supplémentaires de la réédition de 1992
1. Yesterday's Papers (Mick Jagger, Keith Richards) - 2:44
2. Moanin (Jon Hendricks, Bobby Timmons) - 2:31
3. What Have I Been Doing (Fred Crane, Stephen Allcock) - 3:09
4. Handbags And Gladrags (Mike D'Abo) - 3:59
5. Everyone Makes A Mistake (Fred Crane, Stephen Allcock) - 2:03
6. The Last Goodbye (Mike D'Abo) - 2:48
7. Paperman Fly In The Sky (Fred Crane, Stephen Allcock) - 2:48
8. I Just Need Your Lovin (Fred Crane, Stephen Allcock) - 3:11
9. Dawn (Bruce Waddel, Steve Hammond) - 3:35
10. April Was The Month (Fred Crane, Stephen Allcock) - 3:50
11. Moanin' (Without Sitar) (Jon Hendricks, Bobby Timmons) - 2:29

## Musiciens
- Chris Farlowe : chant
- Albert Lee : guitares, chœurs
- Ricky Chapman : basse, guitare acoustique, chœurs
- Pete Solley : orgue Hammond, piano, piano électrique, chœurs
- Carl Palmer : batterie, percussions

## Musiciens additionnels
- Jimmy Page : guitare sur Paint it Black
- Andy White : batterie sur Out of time
- Mick Jagger : chœurs, production

## Production
- Mick Jagger, Andrew Loog Oldham : production
- Glyn Johns : ingénieur
- Alan Florence : ingénieur
- George "Irish" Chkiantz : ingénieur
- Arthur Greenslade : arrangements des cordes, direction de l'orchestre
- Diana Warburton : dessin de couverture pour la jaquette
- Stephen Ingles : création de la jaquette